# Nagyesztergár
Nagyesztergár es un pueblo ubicado en el distrito de Zirc, en el condado de Veszprém, Hungría.

## Superficie
Posee una superficie de 18,29 kilómetros cuadrados.

## Demografía
Hasta 2019 la población era de 1098 habitantes, con una densidad de población de 60,03 habitantes por kilómetro cuadrado.